# René Clément
René Clement (sinh tháng ba 18, 1913, Bordeaux, Gironde, Pháp - chết tháng ba 17, 1996, Monte Carlo, Monaco) là một đạo diễn phim và nhà viết kịch bản Pháp.
Clement học kiến trúc tại École des Beaux-Arts, nơi ông bắt đầu quan tâm và sau đó tiếp tục theo đuổi sự nghiệp điện ảnh. Năm 1936, ông đã đạo diễn bộ phim đầu tiên của mình, một đoạn phim ngắn 20 phút với diễn viên chính là Jacques Tati. Suốt thập niên 1930, Clement đến vài nơi ở Trung Đông và Châu Phi để làm phim tài liệu. Năm 1937, ông và nhà khảo cổ học Jules Barthou đến Yemen để làm phim tài liệu về Imam Yahya Muhammad Hamid ed-Din, bộ phim đầu tiên của yemen và là bộ phim duy nhất về Imam Yahya.
Mãi 10 năm sau Clément mới bắt đầu làm phim điện ảnh, và bộ phim năm 1945 về cuộc kháng chiến Pháp của ông La Bataille du rail đã nhận được phản hồi mạnh mẽ cũng như thành công về thương mại lớn. Từ lúc này Clément trở thành một trong những đạo diễn thành công và được kính trọng nhất nước Pháp, đồng thời nhận được rất nhiều giải thưởng khác nhau trong đó có hai giải Oscar cho phim nói tiếng nước ngoài hay nhất là Au-delà des grilles và Jeux interdits. Clément còn có nhiều thành công quốc tế khác nhưng bô phim nhiều ngôi sao của ông là Is Paris Burning? lại là một thất bại nặng nề về thương mại.
Clément tiếp tục thực hiện nhiều phim khác cho tới khi nghỉ hưu năm 1975, có một phim trong số này trở thành một thành công quốc tế là phim Le passager de la pluie. 1984, điện ảnh Pháp trao cho Clément giải thưởng César cho thành tựu trọn đời.
René Clement chết năm 1996 và đã được chôn ở Nghĩa trang địa phương Menton, Riviera, Pháp; nơi ông đã trải qua những ngày cuối đời mình.

## Danh sách giải thưởng
- 1946: International Jury Prize tại liên hoan phim Cannes -La Bataille du rail
- 1949: Đạo diễn xuất sắc nhất liên hoan phim Cannes -Au-delà des grilles
- 1950: Giải Oscar cho phim nói tiếng nước ngoài hay nhất -Au-delà des grilles
- 1952: Lion d'or ở liên hoan phim Venice -(Jeux interdits)
- 1952: Giải Oscar cho phim nói tiếng nước ngoài hay nhất - (Jeux interdits)
- 1952: New York Film Critics Circle Awards nhất cho Phim nước ngoài (Jeux interdits)
- 1953: BAFTA (Jeux interdits)
- 1954: Prix du jury tại liên hoan phim Cannes -Monsieur Ripois
- 1956: Lion d'hoặc tại Venice Film Festival -Gervaise
- 1956: BAFTA - Gervaise

## Sự nghiệp điện ảnh
- Soigne Ton Gauche (1936)
- Paris la nuit (1939)
- La Bataille du rail (1945)
- Le Père Tranquille (1946)
- Les Maudits (1947)
- Au-delà des grilles (1949)
- Le Château de verre 1950)
- Monsieur Ripois (1954)
- Jeux interdits (1952)
- Gervaise (1956)
- Plein Soleil (Trưa Tím) (1960)
- Che gioia vivere (1961)
- Le Jour et l'heure (1963)
- Les Félins (1964)
- Is Paris Burning? (1966)
- Le Passager de la Pluie (1969)
- La Maison sous les Arbres (1971)

## Coi thêm
- René Clément trên IMDb